# Einar Henning Smebye
Einar Henning Smebye (* 29. November 1950 in Oslo) ist ein norwegischer Pianist und Musikpädagoge.
Smebye hatte zehnjährig Klavierunterricht bei Nicolai Dirdal, den er von 1963 bis 1968 bei Hildegunn Reuter an deren Musikschule fortsetzte. Unter ihrer Anleitung hatte er 1968 sein Konzertdebüt in der Aula der Universität Oslo. Danach studierte er an der Hochschule für Musik und darstellende Kunst in Wien Klavier bei Bruno Seidlhofer und Formanalyse bei Erwin Ratz, einem Schüler von Guido Adler und Arnold Schoenberg. Er schloss das Studium 1972 ab und vervollkommnete seine Ausbildung ab 1974 an der École normale de musique de Paris bei Germaine Mounier. Seit 1977 unterrichtet er Klavier am Østlandets Musikkonservatorium, das 1996 in die Norwegische Musikhochschule überging.
Neben dem klassischen Klavierrepertoire stehen im Mittelpunkt des Interesses Smebyes die Werke norwegischer, insbesondere zeitgenössischer Komponisten. Er wurde 1977 Mitglied des Ny Musikks Ensemble. Als Kammermusiker arbeitete er mit Sängern wie Njål Sparboe, Anne Lise Berntsen, Tove Træsdal und Solveig Kringlebotn und Instrumentalisten wie Ole Edvard Antonsen, Aage Kvalbein und Terje Tønnesen zusammen. Edvard Griegs Klavierkonzert nahm er 1987 unter der Leitung von Karsten Andersen auf, Alban Bergs Kammerkonzert für Klavier, Geige und 13 Blasinstrumente 1993 mit dem Geiger Eivind Aadland unter der Leitung von Ole Kristian Ruud.